# Homr
Homr (v anglickém originále HOMЯ) je 9. díl 12. řady (celkem 257.) amerického animovaného seriálu Simpsonovi. Scénář napsal Al Jean a díl režíroval Mike B. Anderson. V USA měl premiéru dne 7. ledna 2001 na stanici Fox Broadcasting Company a v Česku byl poprvé vysílán 11. února 2003 na stanici ČT1.

## Děj
Když rodina Simpsonových navštíví festival animovaných filmů, Homer objeví technologii Animotion, která umožňuje skutečnému člověku ovládat kreslenou postavičku vlastními pohyby. Homer se přihlásí jako dobrovolník, aby tuto technologii předvedl, a zalíbí se mu natolik, že investuje své celoživotní úspory do akcií Animotion. O dva dny později zjistí, že akcie prudce klesly a společnost, která za technologií stojí, zkrachovala. V hospodě U Vočka vypráví Barneymu a Vočkovi o svých ekonomických problémech a Barney navrhne, aby se Homer stal lidským pokusným králíkem a vydělal si peníze. 
Homer dostane práci v lékařském testovacím centru. Během jednoho experimentu, kdy komentují Homerovu hloupost, najdou lékaři v Homerově mozku zaseknutou pastelku z dětství, kdy si strčil do nosu šestnáct pastelek a jedna mu v hlavě zůstala. Doktoři nabídnou, že pastelku chirurgicky odstraní, a Homer jejich nabídku přijme. Homer operaci přežije a jeho IQ se zvýší o padesát bodů, což mu umožní navázat pouto s inteligentní dcerou Lízou. Homerova nově nabytá mozková kapacita mu však brzy přinese nepřátele poté, co vypracuje důkladnou zprávu o mnoha nebezpečích Springfieldské jaderné elektrárny, což vede k masivnímu propouštění, když je elektrárna uzavřena, dokud se nepodaří vyřešit její četné problémy. 
Když Homer navštíví Vočkovu hospodu, uvidí, jak jeho přátelé, kteří v elektrárně pracovali, upalují jeho podobiznu. Homer si uvědomí, že díky své zvýšené inteligenci už není vítán a že jeho život byl mnohem příjemnější, když byl idiot. Prosí proto lékaře z testovacího centra, aby mu pastelku vrátili zpět do mozku. Vědci to odmítnou udělat, ale doporučí Homera někomu, kdo to dokáže: Vočkovi, který je také lékařem bez licence. Ten ve svém baru vloží Homerovi do mozku pastelku, a vrátí mu tak jeho dřívější podobu idiota. Líza je zpočátku smutná, že s otcem přišli o nové spojení, jež měli. Najde však vzkaz, který Homer napsal před operací a jenž zní: „Lízo, volím zbabělou cestu ven. Ale než to udělám, chci, abys věděla, že díky tomu, že jsem byl chytrý, jsem ocenil, jak úžasná ve skutečnosti jsi.“. Po přečtení vzkazu se dojme a obejme svého otce. 

## Produkce
Epizodu napsal Al Jean a režíroval Mike B. Anderson. Díl je inspirován románem Růže pro Algernon, oceňovaným sci-fi dílem Daniela Keyese, kde je intelektuálně postiženému muži také pomocí experimentu zvýšena inteligence. Název dílu Homr je převzat z filmového zpracování románu Charly z roku 1968.

## Přijetí
Epizoda byla původně vysílána na stanici Fox ve Spojených státech 7. ledna 2001 a ten večer ji vidělo přibližně 10,2 milionu domácností. S ratingem 10,0 podle agentury Nielsen se epizoda umístila na 19. místě ve sledovanosti v týdnu od 1. do 7. ledna 2001 (vyrovnala se předzápasovému pořadu Sugar Bowl 2001 na ABC). V tom týdnu se jednalo o nejsledovanější vysílání na stanici Fox. Dne 18. srpna 2009 vyšel díl Homr na DVD jako součást boxu The Simpsons – The Complete Twelfth Season. Členové štábu Mike B. Anderson, Al Jean, Mike Scully, Ian Maxtone-Graham, Matt Selman, Tom Gammill a Max Pross se podíleli na audiokomentáři k této epizodě na DVD a na box setu se objevily i vymazané scény z epizody.

### Kritika
Díl získal od kritiků vesměs pozitivní hodnocení. 
Cindy Whiteová z IGN jej označila za „klasiku“ a Soyia Ellisonová z The Florida Times-Union jej označila za jednu z deseti nejlepších epizod Simpsonových.
Pracovníci AOL Television díl zařadili na 18. místo v seznamu 20 nejlepších epizod seriálu.
Nancy Basileové ze serveru About.com se epizoda líbila, když poznamenala, že děj byl „solidní a nevybočoval z řady“ a že vtipy „byly chytré jako za starých časů“. Dodala, že ji „překvapilo, že Homer je ještě vtipnější jako génius“, a pochválila mnoho odkazů na populární kulturu, které byly do epizody zahrnuty, „jako japanizace, kouření, dýmkové bomby, plánované rodičovství a další, na které si nemohu vzpomenout“. Basileová však byla zklamaná, že scenáristé obsadili Vočka do role lékaře bez licence, když měli možnost využít postavu doktora Nicka.
Jason Bailey z DVD Talk byl toho mínění, že Homer se v Homrovi stal „strašně chytrým“.
Colin Jacobson z DVD Movie Guide byl méně pozitivní a v recenzi napsal, že od epizody nelze „očekávat mnoho vzrušení“, protože podle něj působí „mírně omšelým dojmem“. Poznamenal, že „chytrý Homer mi určitě hodně připomíná hláškujícího Homera z epizody Milhouseův románek ze 3. řady“.
Na 53. ročníku udílení cen Primetime Emmy získal Homr cenu za vynikající animovaný pořad (pro pořady kratší než jedna hodina).
Na 29. ročníku  cen Annie získal Jean za svou práci na Homrovi nominaci v kategorii vynikající individuální úspěch za scénář v animované televizní produkci. Prohrál však s Ronem Weinerem, scenáristou epizody Futuramy Víc neštěstí než rozumu.